# Raid (groupe)
Pour les articles homonymes, voir Raid.
Raid est un groupe américain de punk hardcore, originaire de Tennessee. Raid faisait partie de la sous-culture hardline, qui combinait les principes du straight edge (un style de vie sans drogue ni alcool) avec un véganisme militant et l'environnementalisme.

## Histoire
Le groupe est est formé après la séparation du groupe One Way. Avec le groupe californien Vegan Reich et le groupe anglais Statement, Raid est l'un des pionniers du mouvement végétalien straight edge et du mode de vie et de l'idéologie hardline.
Leurs paroles exprimaient fortement leur position contre les drogues, l'alcool, l'avortement, le sexisme et le racisme, et pour la libération des animaux et l'écologie radicale. Leur production commence par un punk hardcore assez conventionnel, qui évoluera progressivement pour incorporer des éléments de heavy metal et ils deviennent les porte-parole du mouvement hardline.
En 1989, le groupe sort une démo, qui débouche un an plus tard sur un EP de sept pouces intitulé Words of War, sur le propre label de Vegan Reich, Hardline Records. Le groupe se sépare alors qu'il s'éloigne du mode de vie straight edge, mais pas avant d'avoir enregistré une dernière session. Les enregistrements sont publiés par Hardline Records sous la forme d'un LP et d'un CD posthume, Above the Law, en 1994. Ils sont réédités en 1995 par Victory Records sous la forme d'un CD intitulé Hands off the Animals.

## Discographie

### Albums studio
- 1992 : Above the Law

### EP
- 1989 : Demo
- 1989 : Words of War
- 1995 : Hands off the Animals